# IC 4502
IC 4502 ist eine Spiralgalaxie vom Hubble-Typ Sab im Sternbild Bärenhüter am Nordsternhimmel. Sie ist schätzungsweise 435 Millionen Lichtjahre von der Milchstraße entfernt.
Das Objekt wurde am 10. Juli 1896 von Stéphane Javelle entdeckt.